# 亞圖姆
亞圖姆（Atum或作Tem, Temu, Tum, Atem）是埃及神话中的創世神，為九柱神之首。常表現為公牛莫努爾的形象，此外具有蛇、蜥蜴、甲蟲、狮子、公牛和姬蜂的外形。
傳說亞圖姆自原始之丘中誕生後，生出了大氣神舒和濕氣女神泰芙努特；舒和泰芙努特結合後生了大地神蓋布及天空女神努特，創造了天地。
他原先為赫里奥波里斯的地方神，之後與太陽神拉合併而稱為拉·亞圖姆，被認為是黃昏時的太陽，之後又與荷魯斯融合。但有時候他被認為是由卜塔神所創造出的神祇，為亥克神的父親。

## 相關創作
- 遊戲王，无名的法老王（暗游戏）的真名，亚图姆